# Stazione di Ciano d'Enza
La stazione di Ciano d'Enza è una stazione ferroviaria che serve il paese di Ciano d'Enza, in provincia di Reggio Emilia. È capolinea della ferrovia Reggio Emilia-Ciano d'Enza, gestita, a partire dal 2009, da Ferrovie Emilia Romagna (FER).

## Storia
Fu aperta nel 1910 dal Consorzio Cooperativo di Produzione e Lavoro come capolinea della ferrovia Reggio-Ciano. In seguito si propose di prolungare la linea fino a Castelnovo ne' Monti, ma il progetto non decollò mai. Dal 2022, in seguito alla elettrificazione della ferrovia Reggio Emilia-Ciano d'Enza, è servita dai treni elettrici Stadler FLIRT e Pop di Trenitalia Tper.

## Movimento

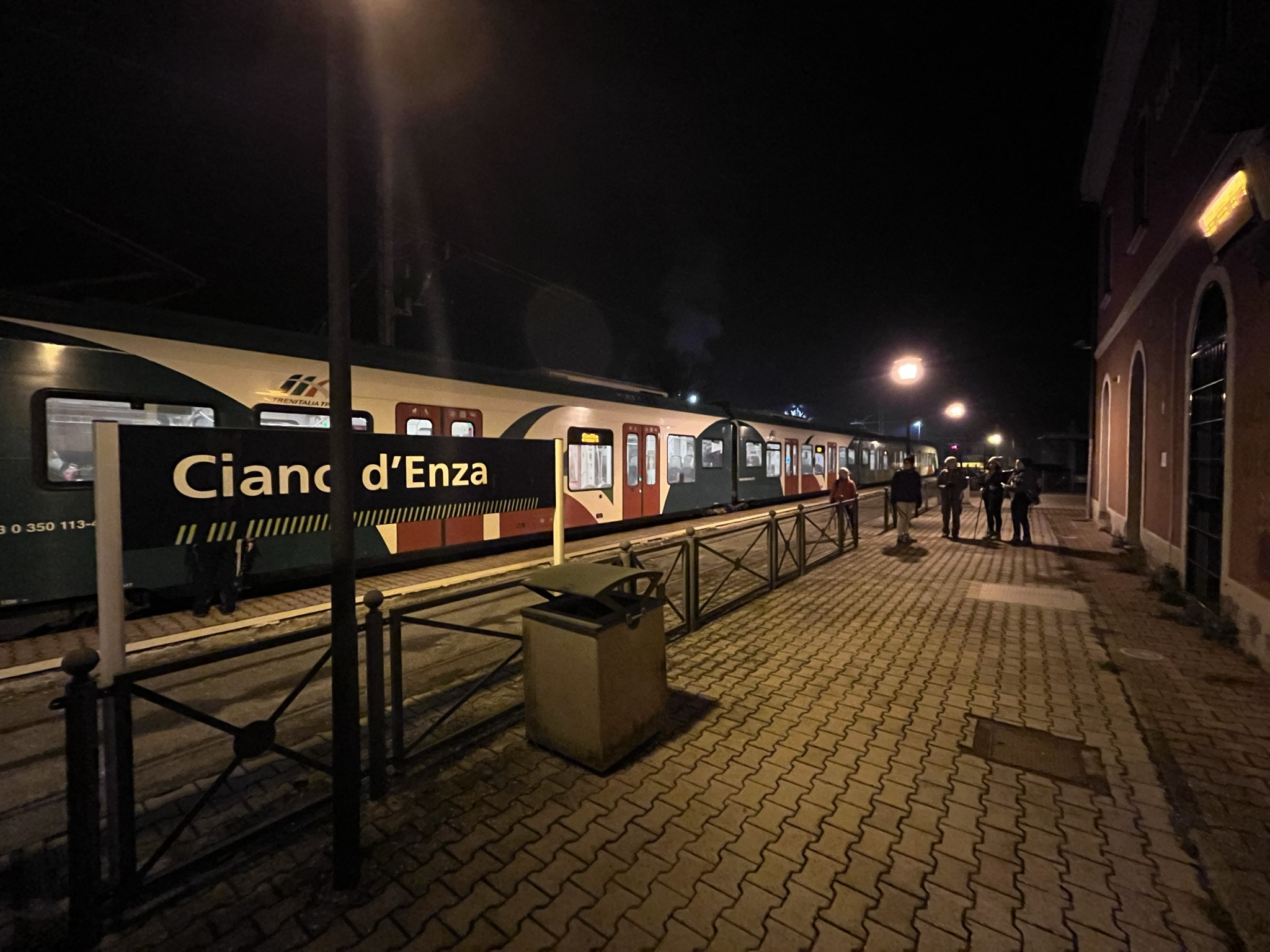
ETR 350 Stadler FLIRT in sosta a Ciano d'Enza.

La stazione è servita dai treni regionali in servizio sulla tratta Reggio Emilia–Ciano d'Enza. I treni sono svolti da Trenitalia Tper nell'ambito del contratto di servizio stipulato con la regione Emilia-Romagna.
A novembre 2019, la stazione risultava frequentata da un traffico giornaliero medio di circa 229 persone (90 saliti + 139 discesi). 

## Servizi
La stazione dispone di:
- Parcheggio di scambio
- Bar
- Servizi igienici